# Perris Benegas
Perris Benegas (Reno, 22 de julio de 1995) es una deportista estadounidense que compite en ciclismo, en la modalidad de BMX estilo libre. Es públicamente lesbiana.
Participó en dos Juegos Olímpicos de Verano, obteniendo una medalla de plata en París 2024, en la prueba de parque, y el cuarto lugar en Tokio 2020, en la misma prueba.
Ganó una medalla de oro en el Campeonato Mundial de Ciclismo Urbano de 2018, en la prueba de parque. Adicionalmente, consiguió dos medallas en los X Games.

## Palmarés internacional
| Juegos Olímpicos   | Juegos Olímpicos | Juegos Olímpicos | Juegos Olímpicos |
| Año                | Lugar            | Medalla          | Competición      |
| ------------------ | ---------------- | ---------------- | ---------------- |
| 2024               | París (Francia)  | Medalla de plata | Parque           |
| Campeonato Mundial |                  |                  |                  |
| Año                | Lugar            | Medalla          | Competición      |
| 2018               | Chengdu (China)  | Medalla de oro   | Parque           |

| X Games de Verano | X Games de Verano               | X Games de Verano | X Games de Verano |
| Año               | Lugar                           | Medalla           | Prueba            |
| ----------------- | ------------------------------- | ----------------- | ----------------- |
| 2024              | California (Estados Unidos)     | Medalla de plata  | Parque            |
| 2025              | Salt Lake City (Estados Unidos) | Medalla de bronce | Parque            |